# Phaeomarasmius aureosimilis
Phaeomarasmius aureosimilis är en svampart som beskrevs av E. Horak 1980. Phaeomarasmius aureosimilis ingår i släktet Phaeomarasmius och familjen Inocybaceae.   Inga underarter finns listade i Catalogue of Life.